# Europa Europa
Europa Europa (títol en alemany: Hitlerjunge Salomon, que significa literalment Jove hitlerià Salomon) és una pel·lícula de producció franco-germano-polonesa de 1989 dirigida per Agnieszka Holland. Ha estat doblada al català
La història de la pel·lícula es basa en l'autobiografia de Solomon Perel, un jueu que es va escapar de la persecussió nazi fent-se passar per una ària de les Joventuts Hitlerianes. El repartiment de la pel·lícula compta amb els actors Marco Hofschneider i Julie Delpy a més del mateix Perel, que s'interpreta a ell mateix.

## Argument
Solomon (anomenat Solek o Solly pels amics) és fill d'una família jueva que habita Alemanya fins que la seva germana és assassinada durant la nit dels vidres trencats i la família es muda a Łódź. Això no obstant, Polònia és ben aviat ocupada pels nazis i Solek i el seu germà Isaak són enviats pels seus pares a la Unió Soviètica.
Al llarg de dos anys Solek habita en un orfanat a Grodno on és educat com a Komsomol fins que els alemanys també arriben a Belarús i prenen l'orfenat. Aleshores Solek es fa passar per alemany, identificant-se com a Josep "Jupp" Peters, i passa a servir els nazis com a intèrpret. Entre les seves prestacions, Solek aconsegueix identificar el captiu Iàkov Djugaixvili –fill de Stalin– motiu pel qual el jove esdevé especialment apreciat entre les tropes nazis.
Durant un dur enfrontament en el qual els seus amics més pròxims resulten abatuts, Solek decideix canviar de bàndol i utilitza un aparell de ràdio per comunicar-se amb el bàndol rus. Això no obstant, l'estratègia li surt al revés al conduir involuntàriament els soldats russos a la derrota. Desconeixedors del seu real propòsit, els nazis ovacionen el valor del jove, que passa a ser considerat un heroi de guerra i pot ingressar així a una selectiva escola reservada a les Joventuts Hitlerianes.
A l'escola Solek és molt apreciat per les seves similituds físiques amb el Führer, amb qui comparteix el dia de l'aniversari, i ningú té cap dubte sobre la seva puresa racial però en realitat el jove passa molts tràngols per amagar la seva vertadera identitat i només amb permanent astúcia i ignorant les joves que l'adoren pot evitar mostrar la seva circumcisió, fet que el delataria com a jueu.
Solek creu que la seva sort s'ha acabat quan un dia és cridat per la policia per tal de regularitzar la seva situació i es posa de manifest que falta el seu Certificat de Puresa Racial. Això no obstant, un cop més la fortuna acompanya al jove i uns instants més tard l'edifici és bombardejat per l'artilleria de l'Exèrcit Roig.
Traslladat a defensar Berlín, Solek aconsegueix rendir-se a les tropes soviètiques i aconsegueix novament salvar la seva vida al retrobar oportunament al seu germà Isaak, que el confirma com a jueu tot salvant-lo d'una imminent execució per nazi. Ell i Isaak són els dos únics supervivents de la seva família.

## Reconeixements
La pel·lícula va guanyar el Globus d'Or a la millor pel·lícula estrangera i va ser nominada a l'Oscar en la categoria de millor guió adaptat.

## Repartiment
| Actor              | Paper                   |
| ------------------ | ----------------------- |
| Marco Hofschneider | Solomon Perel de jove   |
| Julie Delpy        | Leni                    |
| René Hofschneider  | Isaak                   |
| Piotr Kozlowski    | David                   |
| André Wilms        | Soldat Robert Kellerman |
| Ashley Wanninger   | Gred                    |
| Halina Labonarska  | Mare de Leni            |
| Klaus Abramowsky   | Pare de Solomon         |
| Michèle Gleizer    | Mare de Solomon         |
| Marta Sandrowicz   | Bertha                  |
| Nathalie Schmidt   | Basia                   |
| Delphine Forest    | Inna                    |
| Martin Maria Blau  | Ulmayer                 |
| Andrzej Mastalerz  | Zenek                   |
| Solomon Perel      | Ell mateix              |